# Stopplaats Kerkweg (Noord-Holland)
Stopplaats Kerkweg (telegrafische code: kkg) is een voormalige stopplaats aan de Spoorlijn Aalsmeer - Amsterdam Willemspark, destijds aangelegd en geëxploiteerd door de Hollandsche Electrische-Spoorweg-Maatschappij. De stopplaats lag ten oosten van Oosteinde in de Oosteinderpoelpolder. De stopplaats is vernoemd naar de aangrenzende Kerkweg. Aan de spoorlijn werd de stopplaats voorafgegaan door halte Aalsmeer Oost en gevolgd door stopplaats Schinkeldijk.
Stopplaats Kerkweg werd geopend op 1 mei 1915 en gesloten op 22 mei 1932. De stopplaats werd geopend na verzoek van bewoners van de Kerkbuurt in Oosteinde. De HESM betaalde hiervoor 150 gulden, de bewoners brachten 125 gulden bijeen en de gemeente betaalde de resterende 25 gulden. De stopplaats was door de bewoners gewenst ten bate van de welzijn en algemeen belang.